# Röttgen (Uellendahl)
Röttgen ist eine Ortslage im Norden der bergischen Großstadt Wuppertal.

## Lage und Beschreibung
Die Ortslage befindet sich im Osten des Wohnquartiers Uellendahl-West im Stadtbezirk Uellendahl-Katernberg auf einer Höhe von 222 m ü. NHN an der gleichnamigen heutigen Straße Röttgen. Östlich befinden sich der katholische Friedhof Uellendahl.
Benachbarte Ortslagen, Hofschaften und Wohnplätze sind Uellendahl, Am Bruch, Am Flöthen, Weinberg, Am Deckershäuschen, Am Sonnenschein, Norkshäuschen, Auf der Nüll, Am Brucher Häuschen, In den Siepen und Kempers Häuschen.
Der Name des Hofs Röttgen ging auf die großflächige Hochhaussiedlung nördlich des ursprünglichen Wohnplatzes über. Die Hofstelle ist als eigenständige Ortslage nicht mehr wahrnehmbar, da sie heute Teil der geschlossenen Wohnbebauung Uellendahl ist.

## Etymologie und Geschichte
Röttgen leitet sich als Diminutiv von Rodung ab. Es bedeutet kleines, gerodetes, von Gestrüpp und Wald befreites Gelände.
Im 19. Jahrhundert gehörte Röttgen zur Uellendahler Rotte der Oberbürgermeisterei Elberfeld. Der Ort ist auf der Topographischen Aufnahme der Rheinlande von 1824 als Rottchen eingezeichnet. Auf der Preußischen Uraufnahme von 1843 ist der Ort als Röttgen beschriftet, auf dem Wuppertaler Stadtplan von 1930 mit Am Röttgen.
1815/16 werden 21 Einwohner gezählt. Laut der Topographisch-statistischen Beschreibung der Königlich Preußischen Rheinprovinz von 1830 lebten 24 Einwohner in Am Röttchen. Der laut der Statistik und Topographie des Regierungsbezirks Düsseldorf 1832 als Ackergüter kategorisierte Ort wurde als aufm Röttchen bezeichnet und besaß zu dieser Zeit drei Wohnhäuser und fünf landwirtschaftliche Gebäude. Zu dieser Zeit lebten 26 Einwohner im Ort, alle evangelischen Glaubens.
Röttgen war bis in die erste Hälfte des 20. Jahrhunderts nur einer von zahlreichen etwa gleich großen Wohnplätzen im Bereich des Wuppertaler Ortsteils Uellendahl. Als im Rahmen der Wuppertaler Stadtentwicklung ab der zweiten Hälfte des 20. Jahrhunderts in Uellendahl eine geschlossene Wohn- und Gewerbebebauung entstand, übertrug sich der Hofname auf die Hochhaussiedlung.